# Halve Maen (album)
Pour les articles homonymes, voir Halve Maen.
 (janvier 2016).
Albums de Double Leopards
Soulless Dust, Speed and Strength
(2002) Urban Concussion
(2004)
Halve Maen est le un double album du groupe de rock indépendant et drone américain Double Leopards, sorti en juillet 2003 sur le label Eclipse Records (en).
Il s'agit du disque le plus célèbre du groupe. Il est loué par l'ensemble de la presse spécialisée,,,  et est souvent considéré comme sa plus grande réussite[réf. nécessaire]. Publié initialement en 2003 sous la forme d'un double vinyle, il est réédité en double CD sur le même label en 2005.

## Liste des titres
|     | Face A                  |       |
| A1. | Sound Holes             | 2:13  |
| A2. | The Fatal Affront       | 11:45 |
| A3. | Druid Spectre           | 5:05  |
|     | Face B                  |       |
| B.  | Hemisphere in Your Hair | 20:15 |

|     | Face C                      |       |
| C1. | Viking Blood                | 8:27  |
| C2. | The Forest Outlaws          | 12:43 |
|     | Face D                      |       |
| D1. | The Secret Correspondence   | 6:49  |
| D2. | The Secret Correspondence 2 | 8:30  |